# 쉬 우든트 세이 예스
쉬 우든트 세이 예스(She Wouldn't Say Yes)는 미국에서 제작된 알렉산더 홀 감독의 1945년 영화이다. 로사린드 러셀 등이 주연으로 출연하였고 버지니아 반 우프 등이 제작에 참여하였다.

## 출연

### 주연
- 로사린드 러셀
- 리 보먼

### 조연
- 아델 제건스
- 찰스 위닝거
- 해리 대번포트
- 사라 하든
- 퍼시 킬브라이드
- 루이스 L. 러셀
- 매리 트린

## 제작진
- 미술: 스티븐 구손
- 미술: 밴 네스트 폴그래스
- 세트: 윌버 메니피